# Louis Alexandre Marie de Musset
Pour les articles homonymes, voir Musset.
Louis-Alexandre-Marie de Musset, marquis de Cogners, né à Mazangé le 14 novembre 1753 et décédé à Cogners le 17 septembre 1839, est un militaire, écrivain et homme politique français. Il est le parrain d'Alfred de Musset, qui le fréquentait dans son enfance. Son filleul le décrit ainsi : « il marchait les pieds en dehors, le jarret tendu, la tête haute, comme s’il eût fait son entrée dans les salons d’un roi ».

## Famille et carrière militaire
Louis-Alexandre-Marie de Musset est né au château de La Bonaventure, à Mazangé dans le Vendômois, le 14 novembre 1753. Son père est Louis-François de Musset (1709-1761), seigneur de Cogners et de Sainte-Osmane, capitaine de grenadiers, chevalier de Saint-Louis et Chevalier de l'Ordre royal de la Légion d'Honneur en 1814. La terre de Cogners ayant été élevée en marquisat en 1651, son propriétaire était de fait marquis de Cogners. Sa mère était Suzanne-Angélique du Tillet (1722-1793), fille d’Hélie du Tillet, lieutenant-colonel au régiment de Lasny, et de Marie-Renée de Bellay. Le couple eut quatre enfants, deux garçons et deux filles. Louis Alexandre de Musset épouse Marguerite de Malherbe de la branche de Malherbe établie a Marçon.
Louis de Musset étudie au collège de Vendôme jusque l’âge de seize ans. Ensuite, le 18 décembre 1768, il entre comme sous-lieutenant d’infanterie au Régiment d’Auvergne, alors en garnison à Strasbourg. Il devient lieutenant le 16 juillet 1775, lieutenant-colonel le 18 juin 1776. Alors que son régiment est en garnison au camp de Verberie, il est présenté au roi Louis XV, en tant que petit-neveu du capitaine de la Bonaventure. Il devient capitaine au régiment d'Orléans la même année. À partir du 1er septembre 1784, il est capitaine « de remplacement » trois mois par an, puis capitaine en second le 24 mai 1785. Cela culmine sa carrière, puisqu’il quitte le service le 15 juillet.

## Carrière littéraire
Louis se lie au comte de Tressan, traducteur et adaptateur de romans de chevalerie médiévaux. Collaborateur au journal les Étrennes du Parnasse, il y écrit sous le pseudonyme de Billerie. L’Épitre aux Éditeurs des Étrennes du Parnasse est publié séparément. En 1774, il publie Le Duel, conte moral, qui sera réédité plus tard par Arnaud Berquin dans son Choix de lectures pour les enfans. La même année paraît L’Amitié à l’épreuve de l’amour-propre et de l’amour.
En 1777, il publie la Correspondance de deux jeunes militaires, ou Mémoires du marquis de Lusigny et d’Hortense de Saint-Just, rédigé avec Jean-François de Bourgoing, alors qu’ils étaient jeunes officiers au Régiment d’Auvergne. Le mathématicien Étienne Nicolas Blondeau leur donne des conseils pour revoir la dernière partie de l’ouvrage, qu’il juge plus faible. 
En 1784, Louis propose, par une lettre, signée le Marquis de Musset, au Journal général de France, une idée de réforme de l’édition littéraire : après examen par un censeur, les manuscrits seraient déposés anonymement à la bibliothèque du roi, les lecteurs pourraient les consulter durant un mois et donner un avis. Enfin, les auteurs pourraient les réécrire et les faire publier sous leur nom, s’ils ont plu au public. Bien qu’il ait proposé  que tous les souverains d’Europe mettent en application son idée, aucun ne semble l’avoir fait.

## Durant la Révolution
En 1787, Louis de Musset est membre d’un bureau intermédiaire de l’Assemblée provinciale du Maine. Il s’occupe particulièrement de travaux vicinaux, notamment de la surveillance de la construction de la route de Poncé-sur-le-Loir à Château-du-Loir. Dès la formation de la Garde nationale, il se fait inscrire sur le registre de Cogners. Les paroisses de Vancé, Sainte-Osmane et Cogners le choisissent pour premier commandant. Il prête donc serment de fidélité à la Nation, au Roi et à la Loi, offre un drapeau et un don patriotique. En février 1790, il est élu maire de Cogners, où il célèbre l’anniversaire de la prise de la Bastille. Mais en mars 1793, pris dans une querelle avec le curé de la paroisse – qui lui reproche sa faible dévotion — il n’est pas réélu. Il est par ailleurs élu procureur syndic du district de Saint-Calais en juin 1790, poste duquel il démissionne en 1791.
Pendant la Terreur, Musset de Cogners est inquiété parce qu’il est soupçonné d’aider les chouans. Son filleul Alfred de Musset aimait jouer dans le château de Cogners, dans les nombreuses caches où se seraient réfugiés des prêtres réfractaires. Il publie également De la Religion et du Clergé catholique en France, 1797.

## L’Académie celtique
Membre de l’Académie celtique, devenue ensuite Société des antiquaires de France, Musset de Cogners publie plusieurs articles dans les Mémoires de cette académie. Les Douze Lettres critiques sur les origines du christianisme, et sur le calendrier de l’église gallicane (t. II-IV, 1808-1809) exposent les différentes fêtes des saints catholiques, avec une brève explication de l’origine de chacune d’entre elles. Plus original, De l’Épée, considérée comme signe de religion, et en particulier de l’épée de Roland (t. III, 1809) explique que les anciens Scythes vénéraient un dieu unique, représenté sous la forme d’une épée ; qu’il transmirent cette croyance aux Germains et aux Celtes ; qu’elle est généralement associée au culte d’un jeune héros, le seigneur du pays ; que c’est l’étymologie germanique de Roland, qui viendrait de Herr of land. Il y publie également la Légende du bienheureux Roland, prince français et le Mémoire sur les Aulerces, anciens habitants du Maine et du Perche.
Par ailleurs, il participe au Cours complet d'Agriculture de l'abbé Rozier, publié par Sonnini, notamment sur l'agriculture dans l'ancien duché de Vendôme, avec entre autres les articles « Sainfoin », « Topinambour », « Trèfle », « Vesce ». Il est membre de la Société d'agriculture du département de la Sarthe, et associé de la Société d'agriculture de Paris.
Sous le Consulat et sous l’Empire, Musset de Cogners siège au Corps législatif, où il avait été élu en 1801. Il publie des Considérations sur l’état des finances du royaume en 1814. Devenu monarchiste libéral sous la Restauration, il est conseiller général de la Sarthe jusque 1825, puis maire de Cogners jusque sa mort.
En 1827, alors âgé de 74 ans, Musset publie sous le nom de « Thomas Simplicien, bourgeois de Brive-la-Gaillarde », qu’il prétend avoir imprimé et fabriqué lui-même complètement et diffusé à cinquante exemplaires seulement, les Souvenirs de la Mission, dédiés aux conquérants de la France, les RR. PP. Thelkel, Irlandais, Russes, Polonais, Allemands, Italiens, Piémontais et autres, qui sont une charge contre les Jésuites. Ils témoignent de la continuité de son anti-jésuitisme philosophique, depuis sa jeunesse au XVIIIe siècle.

## Archives
- Lettres d’Alfred de Musset à Louis Alexandre de Musset Notice en ligne